# Federico V di Svevia
Federico V di Hohenstaufen (Pavia, 6 luglio 1164 – 28 novembre 1169) è stato duca di Svevia dal 1167 fino alla sua morte.

## Origine
Era il primo figlio maschio del re dei Romani e imperatore del Sacro Romano Impero, Federico Barbarossa e della contessa di Borgogna, Beatrice di Borgogna, figlia unica, del conte di Borgogna Rinaldo III e di Beatrice di Lorena (figlia di Gerardo I di Lorena). Fu quindi il fratello dell'imperatore, Enrico VI di Svevia.

## Biografia
All'età di tre anni, alla morte di suo cugino duca di Svevia, Federico IV (che era figlio del precedente imperatore, Corrado III) il piccolo gli subentrò nel titolo di duca di Svevia, come Federico V.
Federico V però morì solo dopo un paio d'anni, nel novembre 1169, perciò dopo la sua morte il suo titolo passò a suo fratello, anche lui di nome Federico, che divenne il nuovo duca di Svevia, Federico VI.

## Famiglia e figli
Morì senza discendenti

## Ascendenza
|                         |                    |                         | Genitori                    |  |  | Nonni |  |  | Bisnonni             |  |  | Trisnonni         |  |
|                         |                    |                         |                             |  |  |       |  |  | Federico I di Svevia |  |  | Federico di Büren |  |
|                         |                    |                         |                             |  |  |       |  |  | Federico I di Svevia |  |  | Federico di Büren |  |
|                         |                    | Ildegarda di Egisheim   |                             |  |  |       |  |  | Federico I di Svevia |  |  |                   |  |
| Federico II di Svevia   |                    |                         |                             |  |  |       |  |  | Federico I di Svevia |  |  |                   |  |
|                         |                    | Agnese di Waiblingen    | Enrico IV di Franconia      |  |  |       |  |  |                      |  |  |                   |  |
|                         |                    | Agnese di Waiblingen    | Enrico IV di Franconia      |  |  |       |  |  |                      |  |  |                   |  |
|                         |                    | Agnese di Waiblingen    | Berta di Savoia             |  |  |       |  |  |                      |  |  |                   |  |
| Federico Barbarossa     |                    | Agnese di Waiblingen    |                             |  |  |       |  |  |                      |  |  |                   |  |
|                         |                    | Enrico IX di Baviera    | Guelfo I di Baviera         |  |  |       |  |  |                      |  |  |                   |  |
|                         |                    | Enrico IX di Baviera    | Guelfo I di Baviera         |  |  |       |  |  |                      |  |  |                   |  |
|                         |                    | Enrico IX di Baviera    | Giuditta di Fiandra         |  |  |       |  |  |                      |  |  |                   |  |
| Giuditta di Baviera     |                    | Enrico IX di Baviera    |                             |  |  |       |  |  |                      |  |  |                   |  |
|                         |                    | Vulfilda di Sassonia    | Magno di Sassonia           |  |  |       |  |  |                      |  |  |                   |  |
|                         |                    | Vulfilda di Sassonia    | Magno di Sassonia           |  |  |       |  |  |                      |  |  |                   |  |
|                         |                    | Vulfilda di Sassonia    | Sofia d'Ungheria            |  |  |       |  |  |                      |  |  |                   |  |
| Federico V di Svevia    |                    | Vulfilda di Sassonia    |                             |  |  |       |  |  |                      |  |  |                   |  |
|                         | Stefano I di Mâcon | Guglielmo I di Borgogna |                             |  |  |       |  |  |                      |  |  |                   |  |
|                         | Stefano I di Mâcon | Guglielmo I di Borgogna |                             |  |  |       |  |  |                      |  |  |                   |  |
|                         | Stefano I di Mâcon | Stefania di Vienne      |                             |  |  |       |  |  |                      |  |  |                   |  |
| Rinaldo III di Borgogna | Stefano I di Mâcon |                         |                             |  |  |       |  |  |                      |  |  |                   |  |
|                         |                    | Beatrice di Lorena      | Gerardo di Lorena           |  |  |       |  |  |                      |  |  |                   |  |
|                         |                    | Beatrice di Lorena      | Gerardo di Lorena           |  |  |       |  |  |                      |  |  |                   |  |
|                         |                    | Beatrice di Lorena      | Edvige di Namur             |  |  |       |  |  |                      |  |  |                   |  |
| Beatrice di Borgogna    |                    | Beatrice di Lorena      |                             |  |  |       |  |  |                      |  |  |                   |  |
|                         |                    | Simone I di Lorena      | Teodorico II di Lorena      |  |  |       |  |  |                      |  |  |                   |  |
|                         |                    | Simone I di Lorena      | Teodorico II di Lorena      |  |  |       |  |  |                      |  |  |                   |  |
|                         |                    | Simone I di Lorena      | Edvige di Formbach          |  |  |       |  |  |                      |  |  |                   |  |
| Agata di Lorena         |                    | Simone I di Lorena      |                             |  |  |       |  |  |                      |  |  |                   |  |
|                         |                    | Adelaide di Lovanio     | Enrico III Conte di Lovanio |  |  |       |  |  |                      |  |  |                   |  |
|                         |                    | Adelaide di Lovanio     | Enrico III Conte di Lovanio |  |  |       |  |  |                      |  |  |                   |  |
|                         |                    | Adelaide di Lovanio     | Gertrude delle Fiandre      |  |  |       |  |  |                      |  |  |                   |  |
|                         |                    | Adelaide di Lovanio     |                             |  |  |       |  |  |                      |  |  |                   |  |